# Crazy and Mixed Up
| Оценки критиков                     | Оценки критиков |
| Источник                            | Оценка          |
| ----------------------------------- | --------------- |
| AllMusic                            | [ 1 ]           |
| Encyclopedia of Popular Music       | ·               |
| The Rolling Stone Jazz Record Guide | [ 4 ]           |

Crazy and Mixed Up — студийный альбом американской певицы Сары Воан, выпущенный в 1982 году на лейбле Pablo Records.
За запись данного альбома на 26-й церемонии «Грэмми» исполнительница получила номинацию в категории «Лучшее женское вокальное джазовое исполнение».

## Список композиций
| №                   | Название                         | Автор(ы)                                                | Длительность |
| ------------------- | -------------------------------- | ------------------------------------------------------- | ------------ |
| 1.                  | «I Didn’t Know What Time It Was» | Ричард Роджерс, Лоренц Харт                             | 4:02         |
| 2.                  | «That’s All»                     | Алан Брандт, Боб Хаймс                                  | 4:04         |
| 3.                  | «Autumn Leaves»                  | Жозеф Косма, Джонни Мерсер, Жак Превер                  | 5:36         |
| 4.                  | «Love Dance»                     | Иван Линс, Виктор Мартинс, Пол Уильямс                  | 3:29         |
| 5.                  | «The Island»                     | Алан Берман, Мэрилин Бергман, Иван Линс, Виктор Мартинс | 4:30         |
| 6.                  | «Seasons»                        | Роланд Ханна                                            | 5:20         |
| 7.                  | «In Love in Vain»                | Джером Керн, Лео Робин                                  | 3:09         |
| 8.                  | «You Are Too Beautiful»          | Ричард Роджерс, Лоренц Харт                             | 3:36         |
| Общая длительность: | Общая длительность:              | Общая длительность:                                     | 33:19        |

## Участники записи
- Сара Воан — вокал
- Роланд Ханна[англ.] — фортепиано
- Джо Пасс — гитара
- Энди Симпкинс[англ.] — контрабас
- Гарольд Джоунс[англ.] — ударные